# Лато
35°10′46″ пн. ш. 25°39′22″ сх. д. / 35.179352° пн. ш. 25.656128° сх. д.
Лато (дав.-гр. Λατώ) — старовинне місто Криту, руїни якого розташовані приблизно за 3 км від містечка Крица.

## Історія

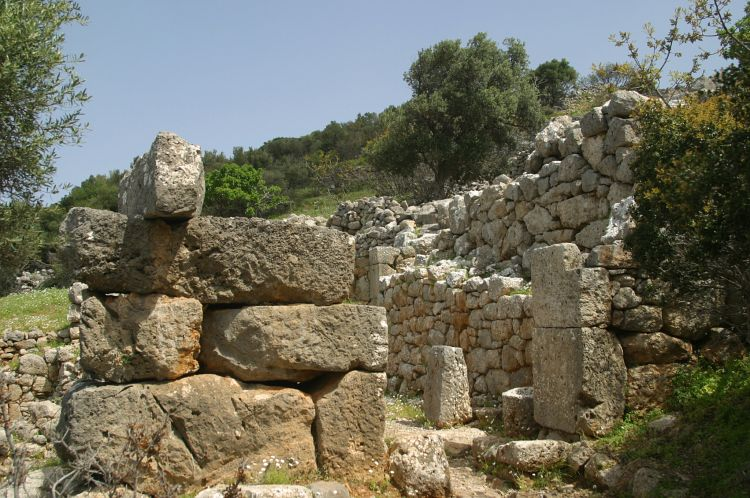
Руїни древнього Лато

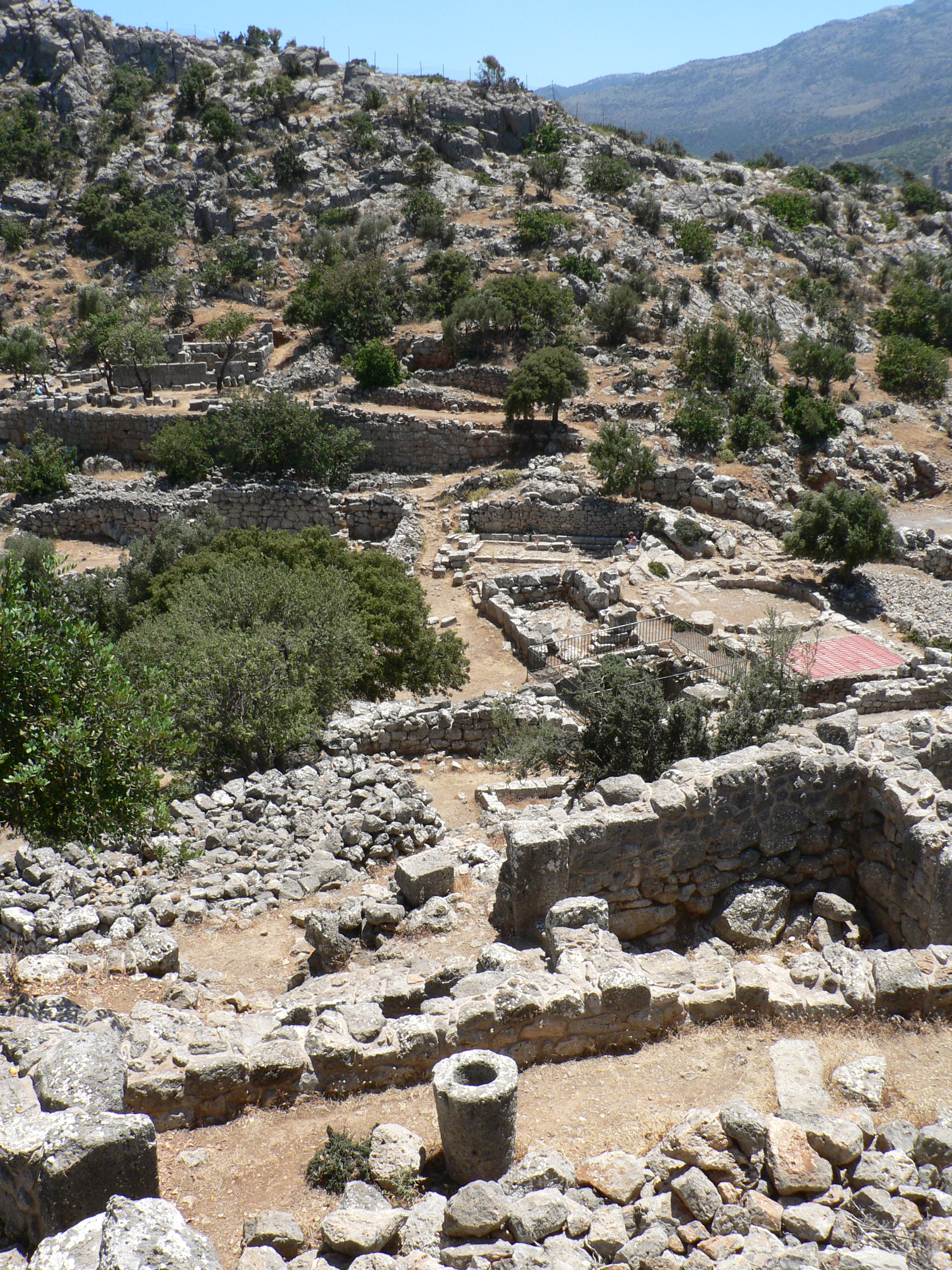
Панорама Лато

Дорійське місто-держава в зручній для захисту місцині поруч із затокою Мірабелло між двох вершин, на кожній з яких був акрополь міста. Башти і два акрополі захищали місто. Імовірно місто існувало до приходу дорійців, хоча руїни датуються в більшості дорійським періодом. Це було одне з найсильніших міст на Криті. Воно вело постійні війни з сусідами за розширення своїх кордонів. Місто випускало свої монети із зображенням богині Ілітії, яка була особливо шанована в Лато. Було зруйноване приблизно за 200 років до н. е., але його порт, розташований поблизу сучасного Айос-Ніколаоса використовувався ще під час доби римського панування.
Адмірал і друг Александра Македонського Неарх був народжений в Лато.
Лато — одне з найрозкопаніших старовинних міст Греції. Попри велику кількість руїн, місто відвідується не часто.

## Назва
Існує припущення, що місто було назване на честь богині Лето (Лато — дорійською вимовою).